# 10112 Skookumjim
10112 Skookumjim este o planetă minoră (asteroid), cu un diametru de 8,702 km, din centura de asteroizi. A fost descoperită pe 31 iulie 1992 la Observatorul Palomar de Henry E. Holt și a fost numită după Keish⁠(d). 
Obiectul prezintă o orbită caracterizată de o semiaxă mare de 3,0409686 UAi, o excentricitate de 0,1, o înclinație de 15,06281 ° în raport cu ecliptica.